# Manteo (celebración)

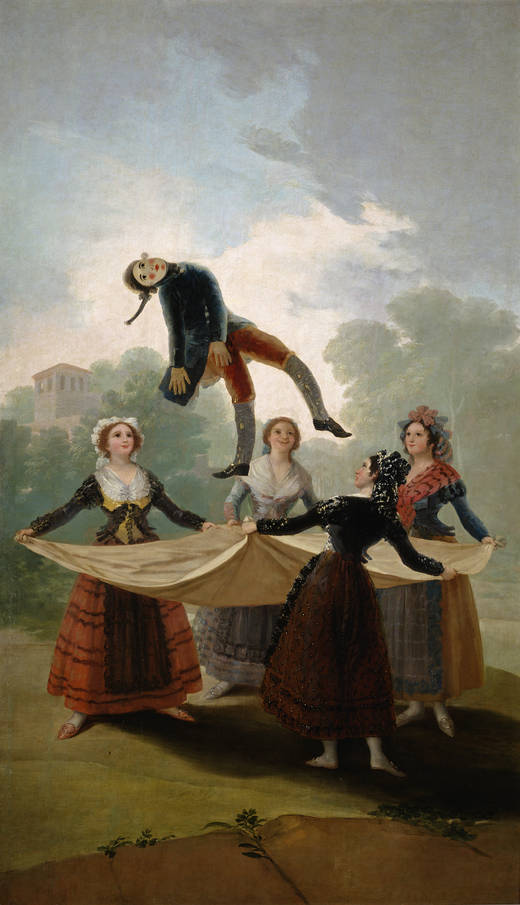
El manteo del pelele, cartón para tapiz pintado por Goya entre 1791-2. Museo del Prado.

Manteo o manteado, como acto físico o celebración, es el ejercicio de lanzar varias personas a otra por los aires repetidamente. También se pueden mantear muñecos como en el juego tradicional reflejado en el cartón para tapiz de Francisco de Goya, El pelele. De la historia de la literatura española se pueden citar como ejemplares los manteos del Quijote, en especial el que recibe Sancho Panza en el capítulo XVII de la conocida novela de caballerías.

## Tradición y tipología
Aunque históricamente el manteo o manteado se efectúa con la ayuda de una manta —de ahí el origen del término— cogida por las orillas entre varias personas, en los últimos tiempos es más habitual que se realice con la reunión de brazos entrelazados de los 'manteadores'. Entre el siglo XVI y el XVIII, era chanza habitual entre el "populacho" durante el Carnaval, siendo las víctimas tanto hombres como perros.
También fue tradicional entre las mozas, dentro de los rituales de despedida de la soltería en algunas fiestas populares, el manteo de un muñeco de paja forrado de harapos, simbolizando el poder de la mujer sobre el hombre. La diversión puede tener relación con el popular manteo del apóstol Júdas Iscariote que se realiza en diversas localidades españolas en la tarde del domingo de Resurrección y en ocasiones durante el carnaval, como en el cruel ejemplo del manteo del Peropalo en Villanueva de la Vera.

### Uso castrense
Una antigua tradición entre los quintos llevados de reemplazo para el servicio militar incluía el manteo de los novatos más desafortunados.

### Uso deportivo
En las celebraciones deportivas se conserva la tradición de 'mantear' al entrenador del equipo vencedor o a miembros destacados del conjunto.

### En la literatura

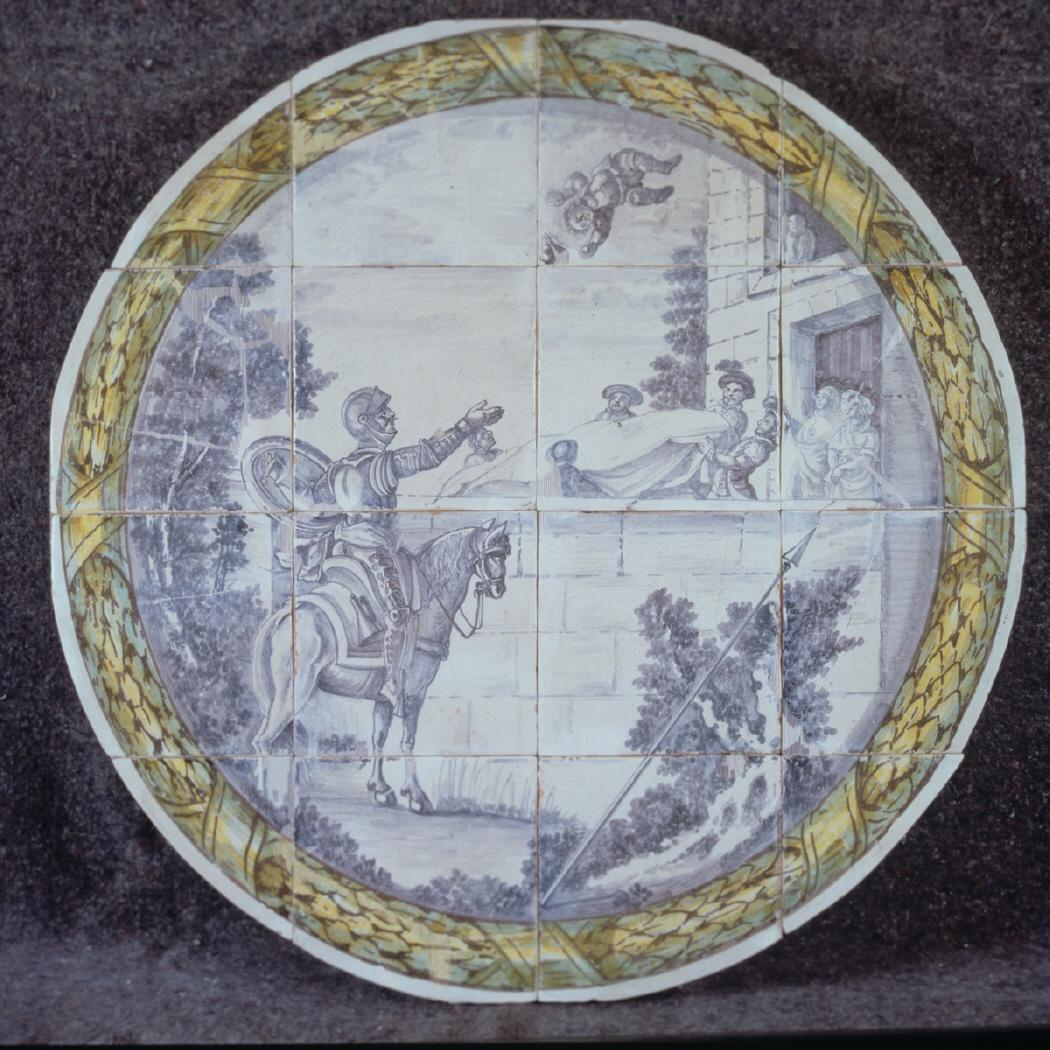
Panel de azulejos valencianos representando el manteo de Sancho Panza. Fábrica de José Royo (actividad entre 1801-1900). Origen: Casa Palacio de la familia Saavedra (Miquel Saavedra), antes de los Dassio.

En la novela El ingenioso hidalgo Don Quijote de la Mancha, escrita por Miguel de Cervantes, puede leerse al final del capítulo XVII de la Primera Parte de la famosa novela (1605), esta descripción de un manteo en el siglo XVI.

Quiso la mala suerte del desdichado Sancho que, entre la gente que estaba en la venta, se hallasen cuatro perailes de Segovia, tres agujeros del Potro de Córdoba y dos vecinos de la Heria de Sevilla, gente alegre, bien intencionada, maleante y juguetona, los cuales, casi como instigados y movidos de un mesmo espíritu, se llegaron a Sancho, y, apeándole del asno, uno dellos entró por la manta de la cama del huésped, y, echándole en ella, alzaron los ojos y vieron que el techo era algo más bajo de lo que habían menester para su obra, y determinaron salirse al corral, que tenía por límite el cielo. Y allí, puesto Sancho en mitad de la manta, comenzaron a levantarle en alto y a holgarse con él como con perro por carnestolendas.